# Кливия
Кливия (Clivia) е род покритосеменни растения от семейство Кокичеви. Представлява тревисто растение с едро но късо коренище и дебели месести корени. Това, че корените му са къси, позволява отглеждането в саксия и е типично саксийно растение. Листата са двустранно разположени и плътни с наситен тъмнозелен цвят. Кливиите не обичат да бъдат садени в тежка глинеста почва. Техните корени не са създадени да живеят в такава среда, затова често изгниват. Растенията оцеляват, но цъфтят вяло.